# Carla Sénéchal
Carla Sénéchal (* 26. Juli 1996 in Bordeaux) ist eine französische Bobfahrerin, welche als Anschieberin aktiv ist.

## Karriere
Sie wechselte zur Saison 2018/19 von der Leichtathletik zum Bobsport und wurde zur Anschieberin ausgebildet. Ihr Debüt als Anschieberin gab sie am 15. Dezember 2018 im Bob-Europacup. Gemeinsam mit der Pilotin Margot Boch belegte sie in Königssee den 15. Platz. Einen Tag später belegten die beiden beim zweiten Wettbewerb auf der Kunsteisbahn Königssee den 14. Platz. Am 10. Januar 2019 konnte Sénéchal gemeinsam mit Margot Boch mit dem zehnten Platz in Innsbruck erstmals eine Top-Ten-Platzierung belegen. Am darauffolgenden Tag erreichten die beiden auf dem Olympia Eiskanal Igls den achten Platz. Beim Europacup-Wettbewerb in Sigulda konnte Sénéchal gemeinsam mit Margot Boch zum ersten Mal einen Podestplatz einfahren. Hinter den beiden russischen Bob von Ljubow Tschernych und Alena Ossipenko belegten sie den dritten Platz. Gleichzeitig mit dem Europacup wurde in Sigulda auch die Junioren-Europameisterschaft ausgetragen und in der U23-Wertung belegten die den zweiten Platz und gewannen die Silbermedaille.

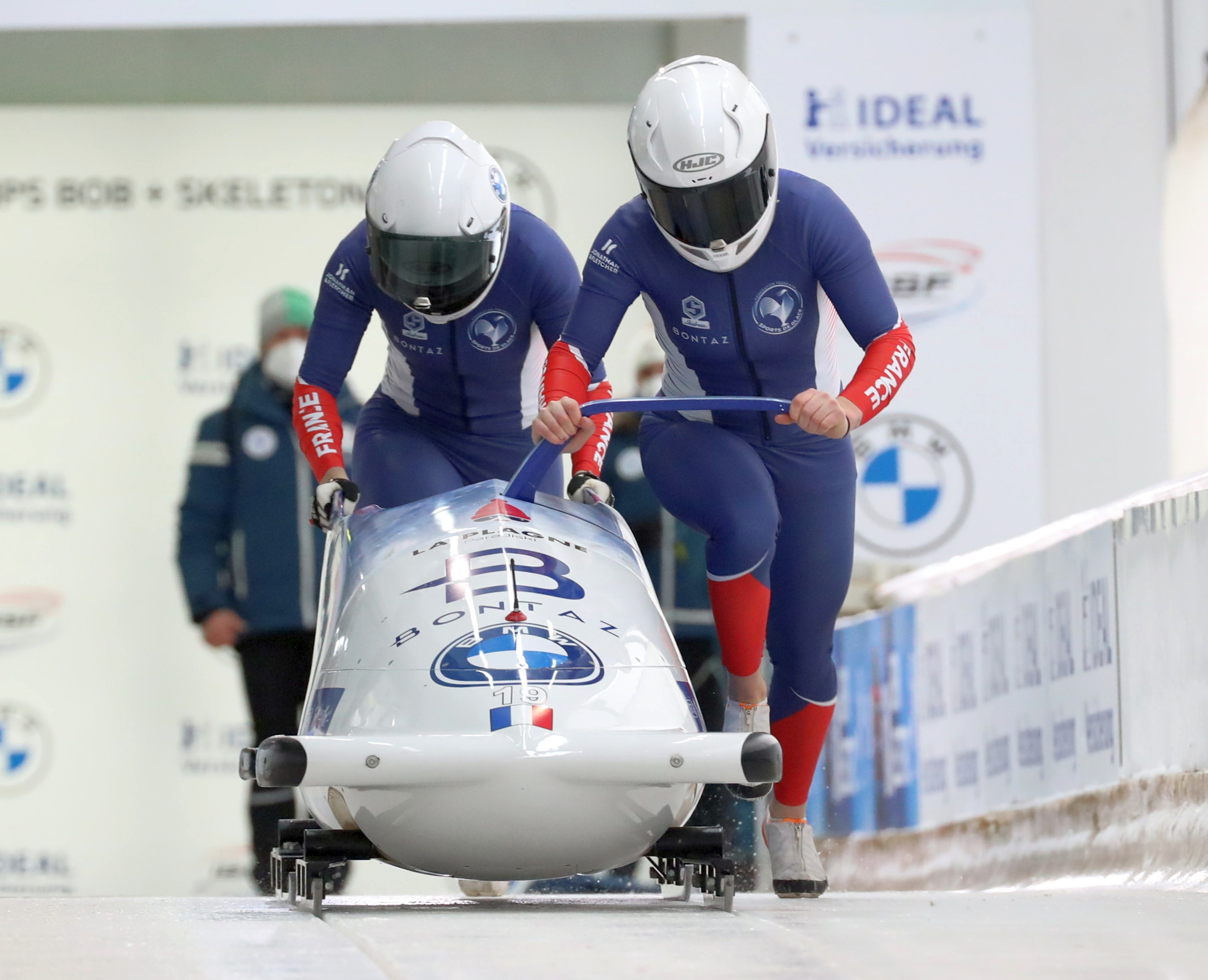
Boch und Sénéchal am Start bei der Bob-WM 2021 in Altenberg

Beim ersten Europacup der Saison 2019/20 konnten Carla Sénéchal und Margot Boch in der norwegischen Gemeinde Lillehammer direkt wieder auf das Podium fahren. Sie belegten hinter den rumänischen Bob von Andreea Grecu und vor dem russischen Bob von Alena Ossipenko den zweiten Platz. Diesen zweiten Platz bestätigten die beiden am 22. Dezember 2019 in Königssee als sie erneut hinter dem Bob von Andreea Grecu den zweiten Platz belegten. Hinter den beiden platzierte sich der belgische Bob von An Vannieuwenhuyse auf den dritten Platz. Am 11. Januar 2020 debütierten sowohl Carla Sénéchal als auch Margot Boch im Bob-Weltcup und auf ihrer Heimbahn in La Plagne konnten sie direkt den sechsten Platz einfahren. Eine Woche später belegten sie in Innsbruck am 18. Januar 2020 den 13. Platz.